# Idioma patois jamaiquino
El criollo jamaiquino, criollo jamaicano o patuá (del francés:patois) es un idioma hablado en el área del mar Caribe, principalmente en la isla de Jamaica, y otras partes del mundo, debido a la emigración de sus hablantes durante la segunda mitad del siglo XX.  Descrito como un "inglés bastardo," usualmente sus hablantes no lo escriben, sino que emplean inglés estándar al escribir.
Es una lengua criolla, conocida por ello también con el nombre de «criollo jamaicano». Por extensión, se denomina patois a muchas otras lenguas criollas.
Como la gran mayoría de los criollos, surgió del pidgin que se creó entre el idioma inglés principalmente y las lenguas africanas. Tiene también influencia del francés y del español. Como muchos otros pidgin y criollos, debe su existencia a la esclavitud, pues muchas personas africanas trabajaron como esclavas en plantaciones de tierras caribeñas.
Tras la abolición de la esclavitud en el imperio británico en 1833, las grandes poblaciones de esclavos de sus colonias en el Caribe migraron a otros lugares del Caribe, incluyendo a Centroamérica y Sudamérica como mano de obra en plantaciones de banano, caña de azúcar o en la construcción de ferrocarriles.
Por ejemplo, el criollo limonense hablado en la provincia de Limón, en el Caribe costarricense, donde la población hasta 1949 estaba principalmente constituida por descendientes de inmigrantes jamaiquinos en condición de trabajadores temporales, habiendo viajado para trabajar en las plantaciones de banano y la construcción del ferrocarril que conecta San José con Puerto Limón y otros puntos estratégicos. Actualmente los afro-costarricenses se encuentran distribuidos en las siete provincias del país.
En Panamá, pobladores de Jamaica, Barbados, Trinidad y Tobago, Bahamas, fueron contratados por el Gobierno de los Estados Unidos de América, como trabajadores en la construcción del canal de Panamá y que al terminar las labores, se quedaron en las ciudades terminales de Panamá y Colón. Muchos de sus descendientes todavía hablan patois y mantienen las costumbres de sus antepasados en idioma, cultura y forma de vida.
A Colombia también llegaron pobladores de Jamaica, Barbados y Trinidad y Tobago a principios y mediados del siglo XX, principalmente a las islas de San Andrés, Providencia y Santa Catalina, los departamentos del Chocó, Cauca y la ciudad de Buenaventura para trabajar la minería del oro, y en las plantaciones de caña de azúcar. Aún sus descendientes hablan su lengua y conservan las costumbres de sus antepasados, tales como la música y gastronomía.